# 2024 v letectví
Tento článek obsahuje seznam událostí souvisejících s letectvím, které proběhly roku 2024.

## Události

### Leden
- V noci z 11. na 12. ledna – Námořní a letecké síly Spojených států[1] a Spojeného království[2] provedly sérii náletů a útoků střelami s plochou dráhou letu na území Jemenu ovládané Hútíi v reakci na jejich útoky na obchodní lodě.[3]

- 14. ledna – Nad Azovským mořem byl sestřelen letoun včasné výstrahy Berijev A-50 Vzdušně-kosmických sil Ruské federace.[4]

### Únor
- 2. února – V pozdních hodinách zahájily Letectvo Spojených států amerických a Jordánské královské letectvo sérii náletů na proíránské polovojenské skupiny působící na území Iráku a Sýrie, v odvetu za jejich útoky na americké základny, zejména útok bezpilotním letadlem na základnu Tower 22 v Jordánsku uskutečněný hnutím Katáib Hizballáh 28. ledna, při němž zahynuli 3 příslušníci amerických ozbrojených sil. Operace se zúčastnily i stroje typu Rockwell B-1 Lancer operující z Dyessovy letecké základny v Texasu.[5]

### Březen
- 1. března – Vzdušné síly Slovenské republiky oficiálně převzaly první dva letouny Lockheed Martin F-16 Fighting Falcon.[6]

- 2. března – Letectvo Spojených států amerických zahájilo ve spolupráci s Jordánským královským letectvem svrhávání potravin do Pásma Gazy jako součást humanitární pomoci tamnímu civilnímu obyvatelstvu během krize vyvolané válkou Izraele s Hamásem.[7]

- 15. března – Indické armádní letectvo na základně v Džódhpuru aktivovalo 651. peruť, svůj první útvar vyzbrojený bitevními vrtulníky Boeing AH-64 Apache.[8]

### Duben
- 1. dubna – Izraelské vojenské letectvo provedlo nálet na areál íránské ambasády v syrském Damašku. Při útoku, dle tvrzení íránského velvyslance provedeného letouny F-35I Adir, které odpálily šest střel,[9] mělo po zásahu konzulární budovy zahynout 16 osob, včetně brigádního generála Íránských revolučních gard a velitele jednotek Quds na území Sýrie a Libanonu Mohammada Rezá Zahedího, jeho zástupce a několika dalších důstojníků.[10][11]

- 5. dubna – Italské vojenské letectvo Aeronautica Militare vyřadilo ze služby útočné letouny AMX A-11 Ghibli.[12]

- 13. dubna – Írán zahájil rozsáhlý útok na Izrael za použití stovek bezpilotních letounů, balistických raket[13] a desítek střel s plochou dráhou letu,[14] v odvetu za izraelský nálet na íránskou ambasádu v Damašku 1. dubna.  Izrael většinu dronů a raket zničil před dopadem, část dronů zničily také ozbrojené síly Spojených států, Spojeného království a Jordánska, přes jehož území drony také letěly.[13]

- 29. dubna – Finnair oznámil přerušení pravidelných linkových letů na lince Helsinki–Tartu po dobu jednoho měsíce, dokud nebude zajištěno bezpečné přistání v Tartu bez použití navigačního systému GPS, jehož signál je tam rušen z ruského území.[15]

### Září
- 27. září
  - Nizozemské královské letectvo po 45 letech užívání ze služby vyřadilo bojové letouny General Dynamics F-16 Fighting Falcon.[16]
  - Izraelské vojenské letectvo provedlo nálet na hlavní ústředí teroristické organizace Hizballáh v Bejrútu, při němž zahynulo nejméně 33 jejích představitelů, včetně generálního tajemníka Hasana Nasralláha.[17][18]

### Říjen
- 26. října – aerolinka Czech Airlines (ČSA) ukončila provoz.

### Prosinec
- 1. prosince – Vzdušně-kosmické síly Ruské federace provedly nálet na univerzitní nemocnici v Aleppu.[19]

## První lety

### Únor
- 21. února – TAI Kaan, prototyp tureckého dvoumotorového stíhacího letounu vlastností stealth[20]

- 29. února – General Atomics XQ-67A, prototyp amerického bojového bezpilotního letounu[21]

## Letecké nehody
- 2. ledna – Na letišti Tokio-Haneda se srazil přistávající Airbus A350-941 letu 516 Japan Airlines (imatrikulace JA13XJ) s de Havilland Canada DHC-8MPA (JA722A) Japonské pobřežní stráže. Z šestičlenné osádky DHC-8 přežil nehodu pouze kapitán letadla.[22]  Všech 12 členů osádky a 367 cestujících A350 nehodu přežilo, 14 z nich se zraněním.[23]

- 4. ledna – U pobřeží ostrova Bequia ve Svatém Vincentu a Grenadinách se po ztrátě kontroly do Karibiku zřítil soukromý letoun Bellanca 17-30A Super Viking, imatrikulace N4023B. Na jeho palubě kromě pilota zahynul i německý herec Christian Oliver a jeho dvě dcery.[24]

- 20. ledna – Business jet Dassault Falcon 10 (imatrikulace RA-09011) ruské společnosti Athletic Group LLC na trase z Letiště Gaja v indickém státě Bihár na Mezinárodní letiště Islama Karimova v Taškentu havaroval v afghánské provincii Badachšán při pokusu o nouzové přistání po vysazení obou motorů. Zahynuly 4 z 6 osob na palubě, stroj byl zničen.[25][26]
- 23. ledna – BAe Jetstream 32 (imatrikulace C-FNAA) kanadské společnosti Northwestern Air se zřítil krátce po startu k charterovému letu z letiště ve Fort Smith v Severozápadních teritoriích. Na palubě zahynuli oba členové osádky a čtyři cestující, jeden cestující nehodu přežil se zraněními.[27]
- 24. ledna – V Bělgorodské oblasti se zřítil Iljušin Il-76TD ze stavu Vzdušně-kosmických sil RF. Stroj byl pravděpodobně sestřelen v rámci probíhající rusko-ukrajinské války. Podle ukrajinské strany převážel rakety systému S-300, podle tvrzení ruské strany se na jeho palubě nacházelo 65 ukrajinských zajatců určených k výměně.[28]
- 6. února – Soukromý vrtulník Robinson R44 (imatrikulace CC-PHP) spadl do jezera Ranco v Chile. Pilot, bývalý chilský prezident Sebastián Piñera, se utopil, další 3 osoby na palubě se zachránily.[29][30]
- 5. března – Dash 8-315Q (imatrikulace 5Y-SLK) letu 53 keňské společnosti Safarilink Aviation se po krátce startu z letiště Wilson v Nairobi srazil s Cessnou 172 místního aeroklubu, která dopadla do Národního parku Nairobi. V troskách Cessny zahynuli oba členové osádky. Dopravní letoun se okamžitě vrátil na letiště, nikdo z 5 členů osádky ani 39 cestujících neutrpěl zranění.[31]

- 12. března – Iljušin Il-76 ruských vojenských vzdušných sil se zřítil v Ivanovské oblasti. Na jeho palubě zahynula osmičlenná osádka a sedm cestujících.[32][33] Podle tvrzení ruského ministerstva obrany byl příčinou nehody požár jednoho z motorů během startu.[34]

- 29. dubna – Vrtulník kolumbijské armády typu Mil Mi-17 havaroval ve městě Santa Rosa del Sur v departementu Bolívar na severu země. Všech 9 osob na palubě zahynulo.[35]

- 19. května – Poblíž města Varzakan v íránské provincii Východní Ázerbájdžán během letu v hornaté oblasti za nepříznivých povětrnostních  podmínek a snížené viditelnosti havaroval vrtulník Bell 212 ze stavu Íránského vojenského letectva. Zahynulo všech 9 osob na palubě, včetně íránského prezidenta Ebráhíma Raísího a ministra zahraničí Hosejna Amírabdolláhjána, kteří se na jeho palubě vraceli z oficiální návštěvy Ázerbájdžánu.[36][37][38]
- 12. července – V blízkosti města Kolomna v Moskevské oblasti havaroval během zkušebního letu po opravě Suchoj Superjet 100 společnosti Gazpromavia. Na jeho palubě byla přítomna pouze tříčlenná osádka, která při nehodě zahynula.[39]

- 25. listopadu – V litevském hlavním městě Vilniusu se zřítil nákladní letoun společnosti DHL na dvoupatrovou budovu. Nejméně jeden člověk zahynul.

- 22. prosince – V průběhu operace Prosperity Guardian americký raketonosný křižník USS Gettysburg (CG-64) nad Rudým mořem kolem 3.00 místního času omylem sestřelil jeden F/A-18F Super Hornet z VFA-11 „Red Rippers“ operující z letadlové lodě USS Harry S. Truman. Oba příslušníci posádky byli zachráněni.[40]